# 小糸川
小糸川（こいとがわ）は、千葉県の主に君津市を流れる二級河川。小糸川水系の本流であり、千葉県では3番目に長い河川である。

## 地理
千葉県君津市の南端、豊英地区に位置する房総丘陵の清澄山地に源を発し、君津市のほぼ中央を北西に流れ富津市との境界付近、神戸地先で東京湾に流入する。清澄山、鋸山に面する山間部を侵食し房総半島に渓谷を刻みながら北上し、中流の丘陵地帯では蛇行が著しく両岸には河岸段丘が発達している。沿岸潮流が強く下流の三角州は小さい。また河口部には小糸川漁港があり、周辺の埋立地は日本製鉄君津製鉄所が立地している。
中流域では川幅の狭い箇所が多く、1989年、1996年、2006年には流域で浸水被害が出ている。
上流には1955年に灌漑を目的として三島ダムが、1969年には三島ダムのすぐ上流に工業用水を目的とした豊英ダムが建設されている。

## 名称
15世紀に記された義経記の巻三では周辺の地名に由来する周淮川（すえがわ）と記述されている。現在の小糸川の名称は1662年の古文書や1674年の絵図『中富郷土史』の中に既に見られる。

## 流域の自治体
千葉県
君津市、富津市